# Taggmärla
Taggmärla eller fyrtaggad reliktmärla (Pallaseopsis quadrispinosa) är en märlkräfta som lever i sötvatten i Norra Europa. Den anses vara en glacialrelikt, som kvarlever från tider då sötvatten från tidiga faser av Östersjön täckte delar av Skandinavien. Den känns lätt igen på de fyra ryggutskotten.
Taggmärlan har påträffats i ca. 300 svenska sjöär, och finns även på grunt vatten längs Norrlandskusten.